# Hipertrigliceridemia
La hipertrigliceridemia es la presencia de una concentración de triglicéridos en la sangre superior a 150 mg/dl. Se asocia al aumento del riesgo de desarrollar enfermedad coronaria, si bien el ajuste estadístico por otros factores de riesgo atenúa su nivel de influencia en forma independiente. La hipertrigliceridemia muy elevada, se asocia con el desarrollo de pancreatitis.
Para la determinación del nivel de triglicéridos es necesario realizar un análisis sanguíneo precedido de 12 horas de ayuno, y en general una cantidad de triglicéridos superior a 200 mg/dL en sangre es considerada hipertrigliceridemia. Esta afección no tiene por qué estar asociada a un aumento significativo en los niveles de colesterol (hipercolesterolemia).

## Epidemiología
La hipertrigliceridemia es la forma más común de dislipidemia en los adultos, aproximadamente 25-50% de la población en el mundo presenta triglicéridos (TG) en plasma >150 mg/dl. 15% a 20% de los pacientes que visitan al médico son diagnosticados con hipertrigliceridemia, la mayoría como un hallazgo incidental.
80-90% de las personas afectadas tienen niveles moderadamente aumentados de TG, es decir, entre 150 mg/ dL (1.7 mmol / L) y 400 mg / dL (4.6 mmol / L). En una pequeña proporción de pacientes (aproximadamente 15%), los niveles de TG oscilan entre 400 mg/dL y 1000 mg/dL (4.6–11.4 mmol/L). Los mexicoamericanos tienen la prevalencia más alta de hipertrigliceridemia en todas las categorías seguidos por los blancos no hispanos y los negros no hispanos. La hipertrigliceridemia suele presentarse asociada con obesidad, síndrome metabólico y diabetes mellitus. Hasta el 50% de los pacientes con diabetes mellitus tipo 2 tienen hipertrigliceridemia concomitante.
El exceso de triglicéridos en el plasma tiene efectos a nivel cardiovascular que es la causa más prevalente de mortalidad en los países occidentales. 1 Un metaanálisis de miles de pacientes concluyó que un aumento de 1 mmol/l de triglicéridos (87.5 mg/dL) aumenta el riesgo de sufrir enfermedad cardiovascular en 32 % en hombres y 76 % en mujeres. En general, se asume que los niveles de TG por encima de 1000 mg / dL (10 mmol / L) aumentan significativamente la probabilidad de pancreatitis e hígado graso no alcohólico. El riesgo es particularmente alto en pacientes con síndrome de quilomicronemia familiar (FCS).

## Etiología
La hipertrigliceridemia tiene numerosas causas, desde problemas genéticos, como la hiperlipidemia familiar combinada, hasta secundarias a la dieta y la falta de actividad física, u otras enfermedades como la diabetes. En general, mientras más altos son los niveles de triglicéridos en la sangre, más probabilidad es de que se trate de una enfermedad genética.
Las causas pueden ser:
- Primarias:
  - Quilomicronemia familiar (hiperlipoproteinemia tipo 1)
  - Hiperlipidemia mixta primaria (tipo 5)
  - Hipertrigliceridemia familiar(tipo 4)
  - Hiperlipoproteinemia familiar combinada (tipo 2B)
  - Disbetalipoproteinemia familiar (tipo 3)

- Secundarias a otras condiciones:
  - Obesidad
  - Síndrome metabólico
  - Resistencia a la insulina
  - Diabetes mellitus
  - Enfermedades renales (como la enfermedad renal crónica)
  - Hipotiroidismo
  - Embarazo
  - Algunas enfermedades autoinmunes
  - Uso de algunos fármacos, como los corticosteroides, los diuréticos tiazídicos, y los antipsicóticos.

- Secundarias a cambios en la dieta y el estilo de vida:
  - Dieta alta en calorías, grasas, y carbohidratos simples, como la sacarosa o la fructosa.
  - consumo excesivo de alcohol
  - Insuficiente actividad física (sedentarismo)

## Patogenia

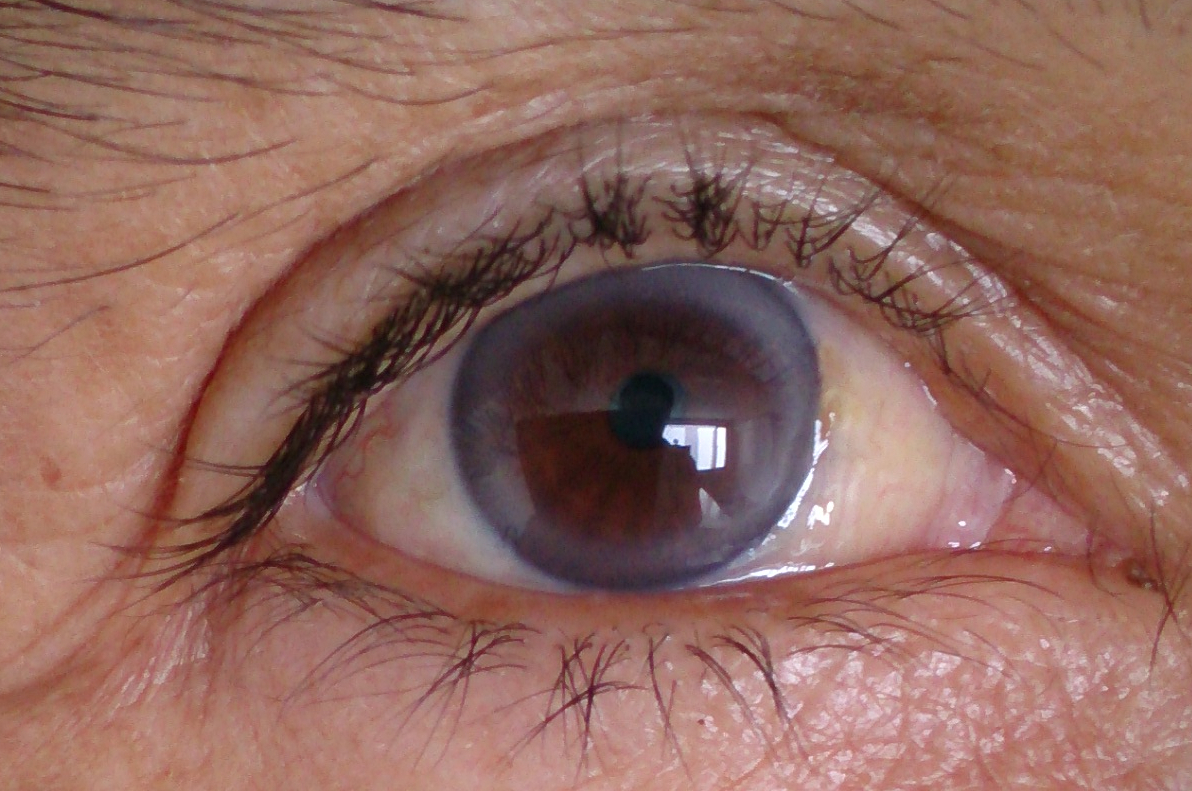
Lipemia retinalis

Los triglicéridos de la dieta se absorben en el intestino delgado, son secretados en el sistema linfático y luego ingresan a la circulación sanguínea como quilomicrones por el ducto torácico. Los músculos y el tejido adiposo retiran parte de los triglicéridos de los quilomicrones, y los que quedan en ellos son captados en el hígado y metabolizados en lipoproteínas ricas en colesterol.  Si bien la mayoría de los triglicéridos que se encuentran en la sangre provienen de la absorción intestinal, el hígado produce y secreta una pequeña cantidad de triglicéridos. Las apolipoproteínas son proteínas que se asocian con los lípidos para asistir en el ensamblaje, transporte y metabolismo de estos elementos. Cualquier defecto en estas proteínas o en las enzimas que participan en estos procesos puede resultar en una hipertrigliceridemia.
Los mecanismos que relacionan las enfermedades cardiovasculares con la hipertrigliceridemia son complejos, debido a que hay condiciones metabólicas (como la obesidad, y la diabetes) que se asocian tanto a la hipertrigliceridemia como a la enfermedad cardiovascular. Además, las lipoproteínas ricas en triglicéridos pueden aportar directamente a la formación de las células espumosas de la placa de ateroma. Ya que las lipoproteínas ricas en TG contienen apolipoproteína B (apoB), según la evidencia actualmente disponible, todas las lipoproteínas que contienen apoB tienen un efecto aterogénico. Aunque por su tamaño, las lipoproteínas muy ricas en TG presumiblemente no son capaces de penetrar en el espacio subendotelial para iniciar el desarrollo de la aterosclerosis, por lo que se presume que el aumento del riesgo se deba a las partículas generadas a partir de los TG (colesterol no-HDL) y no directamente de los TG.
La hipertrigliceridemia también aumenta el riesgo de sufrir pancreatitis aguda, especialmente con valores por sobre 1000 mg/dL. debido a la hiperviscosidad en los capilares pancreáticos, lo que conduce a la isquemia y la liberación de lipasas pancreáticas y ácidos grasos libres tóxicos (FFA) que causan inflamación.

## Cuadro clínico

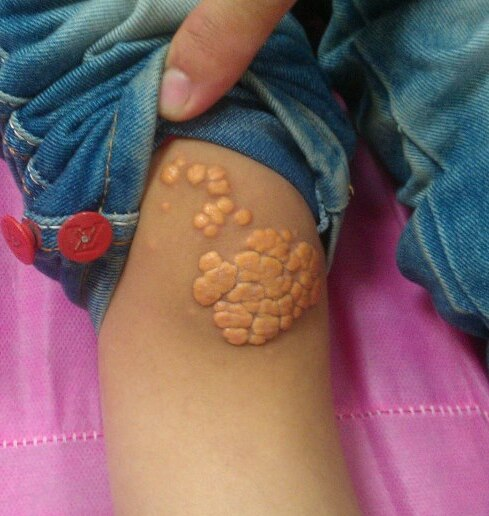
Xantoma Tuberoso

En general la hipertrigliceridemia no da síntomas ni signos. Cuando existen quilomicrones en el plasma, puede aparecer una capa cremosa flotando en el plasma cuando se refrigera una muestra sanguínea por varias horas. Algunas manifestaciones clínicas pueden ocurrir con niveles muy altos de triglicéridos, como pequeñas pápulas amarillentas en la piel (xantomas eruptivos), alteraciones a nivel ocular (lipemia retinalis), o xantomas tuberosos, que son más grandes, anaranjados, y ocurren en los codos o rodillas del paciente.

## Diagnóstico
El diagnóstico se realiza directamente de la medición de los triglicéridos en plasma. En la mayoría de los individuos, las diferencias en el nivel de TG en ayunas plasmáticas y no en ayunas son pequeñas. En el período postprandial, tanto las lipoproteínas derivadas intestinal como hepáticamente se pueden medir en la circulación, lo que representa un reflejo potencialmente más preciso de la carga de lipoproteínas aterogénicas en un período de 24 horas. Independientemente de esto, se debe tener en cuenta que la fluctuación diaria en los niveles de TG es más pronunciada que para el colesterol LDL.
En la atención primaria, la medición de los niveles de lípidos no en ayunas se considera adecuada para el cribado inicial, dadas sus ventajas como la conveniencia y la facilidad de muestreo. Sin embargo en ciertos pacientes como los que se indican en la siguiente tabla es más conveniente la muestra en ayunas.
| Situaciones en las que deben determinarse los niveles de triglicéridos en ayunas                                                                          |
| --- |
| Niveles de triglicéridos sin ayunas >440 mg/dL (5 mmol/L)                                                                                                 |
| Hipertrigliceridemia conocida |
| Después de la pancreatitis asociada a hipertrigliceridemia                                                                                                |
| Antes de comenzar a tomar medicamentos que pueden causar hipertrigliceridemia                                                                             |
| Siempre que otras pruebas requieran la recolección de sangre en ayunas (por ejemplo, determinación de los niveles de glucosa en sangre o de medicamentos) |

Los pacientes con hipertrigliceridemia generalmente tienen aumento del colesterol total, disminución del colesterol HDL y niveles normales a bajos de colesterol LDL. El aumento en el colesterol total se explica por el hecho de que todas las lipoproteínas ricas en triglicéridos también contienen colesterol, que luego eleva el nivel de colesterol total.
Numerosos estudios epidemiológicos y metaanálisis han demostrado una asociación positiva de los TG con el riesgo de ASCVD. Los niveles de TG sin ayuno . mmol / L (440 mg / dL) se asociaron con un aumento de 4.6 veces y 16.8 veces en el riesgo de infarto al miocardio para hombres y mujeres. Sin embargo, la asociación se atenuó después del ajuste para HDL-C y no fue significativa después del ajuste para no HDL-C. El parámetro colesterol no-HDL especifica la cantidad de colesterol asociado con lipoproteínas ricas en triglicéridos (colesterol VLDL o colesterol remanente). La ventaja de determinar el colesterol no HDL es que la concentración de todas las lipoproteínas aterogénicas se puede estimar midiendo un solo parámetro.
Las mediciones de concentración de apolipoproteína B, fenotipo de apolipoproteína E y pruebas genéticas se reservan para situaciones especiales, Siempre que un paciente sea diagnosticado con hipertrigliceridemia, el primer paso es descartar causas secundarias.

## Tratamiento

### No farmacológico
Para el tratamiento de todos los pacientes con hipertrigliceridemia, será necesario enseñar al paciente a que aprenda a modificar el estilo de vida, es decir, la práctica de ejercicio físico, el abandono del hábito tabáquico y la modificación de la dieta. Los cambios en la distribución de macronutrientes como la grasa o la proteína, dietas bajas en carbohidratos y restricción calórica son estrategias efectivas en reducir los niveles de triglicéridos.
Algunas recomendaciones dietéticas son: reducir la ingesta de alcohol, de azúcares refinadas y de féculas refinadas y limitar el consumo de frituras, rebozados, grasa visible, derivados lácteos con contenido graso y pastelería. Además, las personas con sobrepeso deberán someterse a un régimen especial. Particularmente, la dieta mediterránea es el patrón de dieta con evidencia más consistente, mientras que el uso de suplementos de omega-3 es el componente dietético con más resultados efectivos en la reducción de triglicéridos en los estudios. Alimentos como el aceite de oliva, frutas, vegetales, nueces y semillas, ajo, cebolla, productos fermentados de la leche y pescado han mostrado que tienen un potencial antiinflamatorio.
El objetivo de la actividad física es >2.5 h (mejor 5 h) de ejercicio aeróbico de intensidad moderada repartido a lo largo de la semana. Se ha demostrado que una pérdida de peso del 5% mejora los niveles de TG y la mayoría de parámetros cardiometabolicos.

### Farmacológico
La farmacoterapia reductora de TG debe iniciarse solo después de que se hayan implementado modificaciones en el estilo de vida y se haya logrado el control de la diabetes. Una pequeña proporción de pacientes con hipertrigliceridemia (aproximadamente el 10%) requieren tratamiento farmacológico específico para reducir los niveles de TG.  El objetivo principal de la farmacoterapia es reducir la incidencia de eventos cardiovasculares. El tratamiento farmacológico siempre debe considerarse si el nivel de TG está por encima de 400 mg / dL (4.7 mmol / L), en el supuesto de que se alcanzarán niveles mucho más altos (a veces >1000 mg / dL, 11.4 mmol / L) de forma intermitente (por ejemplo, después de una comida o con el consumo de alcohol).
Omega 3 ha probado un efecto con buena tolerabilidad, buen perfil de seguridad, similar al placebo. Los OM3FA mejoran la función vascular, reducen la inflamación, disminuyen la agregación plaquetaria, ejercen efectos antiarrítmicos y reducen la esteatosis hepática y la resistencia a la insulina. La recomendación de la American Heart Association (AHA) en pacientes con HTG son 2 -4 g/ día de Ácido eicosapentaenoico + Ácido docosahexaenoico. Se deben considerar dosis altas (3-4 g diarios) de ácidos grasos omega-3 en pacientes con alto riesgo cardiovascular e hipertrigliceridemia persistente. Sus fuentes en la dieta son el aceite de pescado y algunos tipos de mariscos.
Si la hipertrigliceridemia es muy alta y, por consiguiente, está en riesgo la persona de un problema cardiovascular fatal, entonces el tratamiento a elegir será sin duda farmacológico.  Los fármacos de primera elección frente a este problema son los fibratos, y la segunda elección son las estatinas. Se estima que el uso de los primeros genera un descenso de entre el 20 y el 50 por ciento de los triglicéridos, y que el empleo de estatinas provoca un descenso de entre el 10 y el 25 por ciento. El descenso será mayor si los valores iniciales de triglicéridos eran superiores a 250 mg/dL.
Otros fármacos que pueden usarse en el tratamiento son la niacina (vitamina B3), o su derivado el acipimox, y los inhibidores de la absorción del colesterol, como el ezetimibe.